# Микрошип
Микрошип — метод клеевого соединения деталей при продольном сращивании древесных фрагментов в массив.
Сращивание используется для того, чтобы избежать наличия пороков в массиве древесины. 

## Описание метода
При сращивании используются короткие фрагменты дерева. Результатом является теоретически бесконечная ламель, а склеенные в щит такие ламели образуют массив натуральной древесины теоретически бесконечного размера.
Сращивание известно с доисторических времен. 
Современные способы сращивания способом шип — паз позволяют достигать максимально возможных прочностных характеристик массива дерева. Это достигается специальной подготовкой торцов фрагментов. Зубья при таком соединении имеют малый угол, а поверхность примыкания зубьев одной детали к зубьям другой — бо́льшую площадь. При таком соединении распределение клея на поверхности зубьев способствует прочному соединению сращиваемых деталей.
Сращивание:

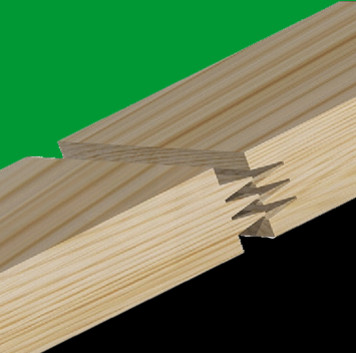
Сращивание, гребень шипа параллелен пласти, Positiv-Negativ-Profil с заплечиками
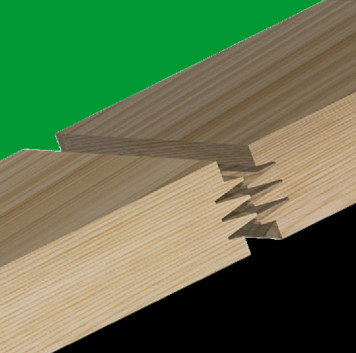
Сращивание, гребень шипа параллелен пласти, Halbschulterprofil с заплечиками
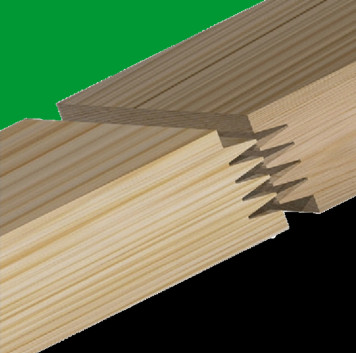
Сращивание, гребень шипа параллелен пласти, Wechselschulterprofil с заплечиками
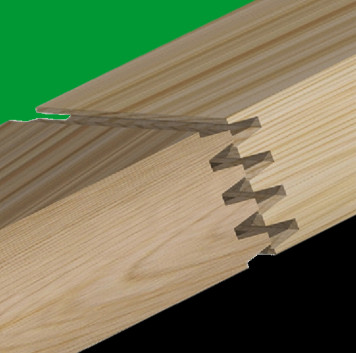
Сращивание, гребень шипа параллелен пласти, Trapezprofil без заплечиков
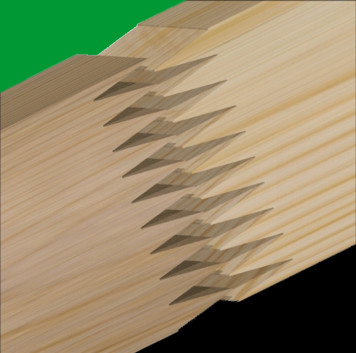
Сращивание, гребень шипа перпендикулярен пласти, Positiv-Negativ-Profil без заплечиков